# Taillanderie de Nans-sous-Sainte-Anne
La taillanderie de Nans-sous-Sainte-Anne est un ancien bâtiment industriel situé à Nans-sous-Sainte-Anne dans le département français du Doubs. Le nom de « taillanderie » est utilisé pour désigner les ateliers destinés à la fabrication des outils coupants (faux, serpes, etc.) pour les besoins de la paysannerie.

## Localisation
L'ancienne usine est située au lieu-dit « La Doye », sur les rives du ruisseau dit de « l'Arcange », affluent du Lison, un peu à l'écart du centre du village.

## Histoire
La taillanderie est créée en 1828 par la famille Lagrange et est développée par la famille Philibert à partir de 1865 en la spécialisant dans la fabrication de faux. C'est l'une des 48 taillanderies en service dans le département au XIXe siècle, et la seule à avoir conservé l'intégralité de ses équipements (martinets, fours, soufflerie, moteurs).
Entre 1890 et 1914, vingt à vingt-cinq ouvriers travaillent dans l'usine et la taillanderie est l'un des plus importants sites de production de faux et outils taillants de France. La production atteint alors 35 000 outils dont plus de 20 000 faux, ce qui représentait 1/20e du marché français.

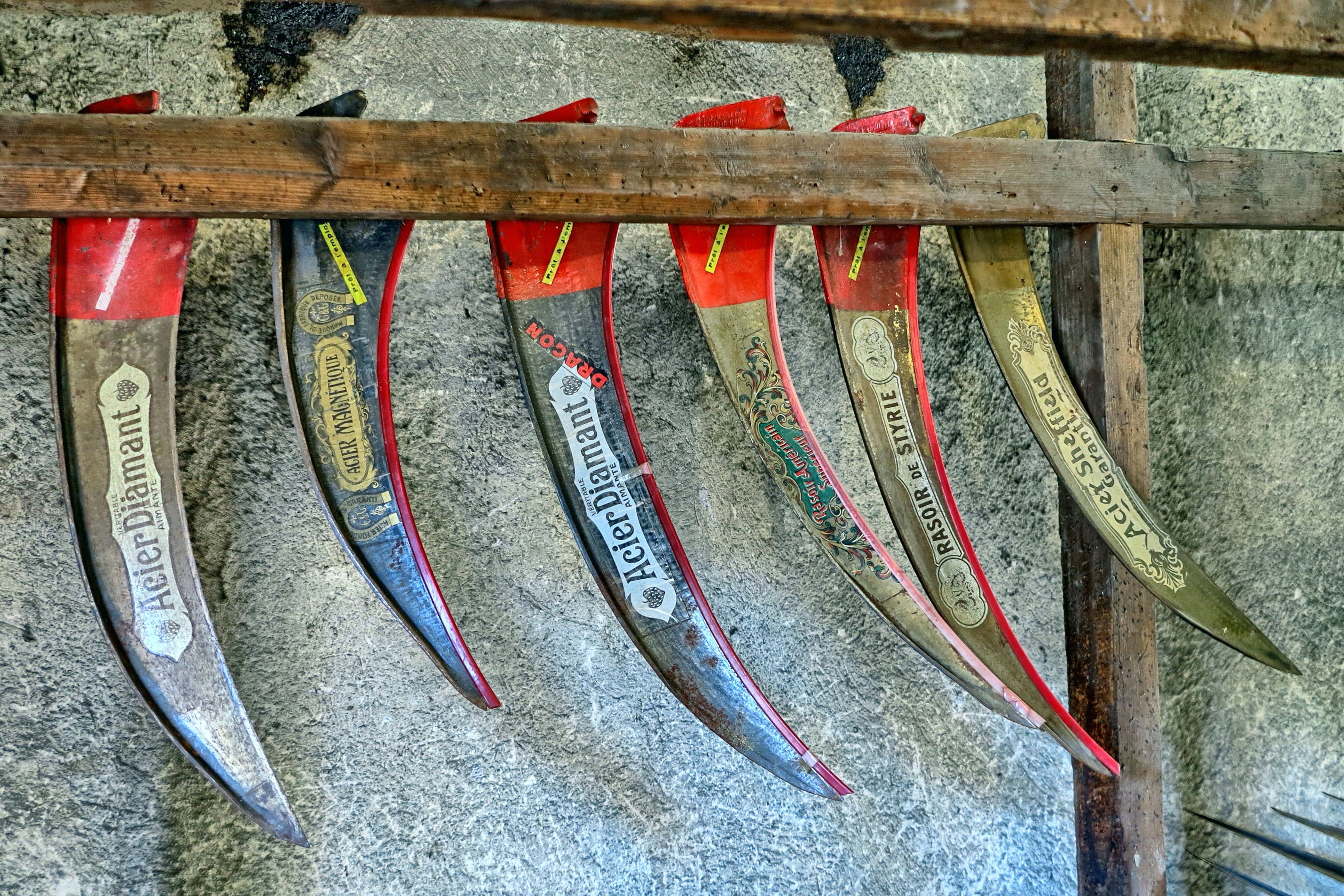
Types de faux produites à la taillanderie.
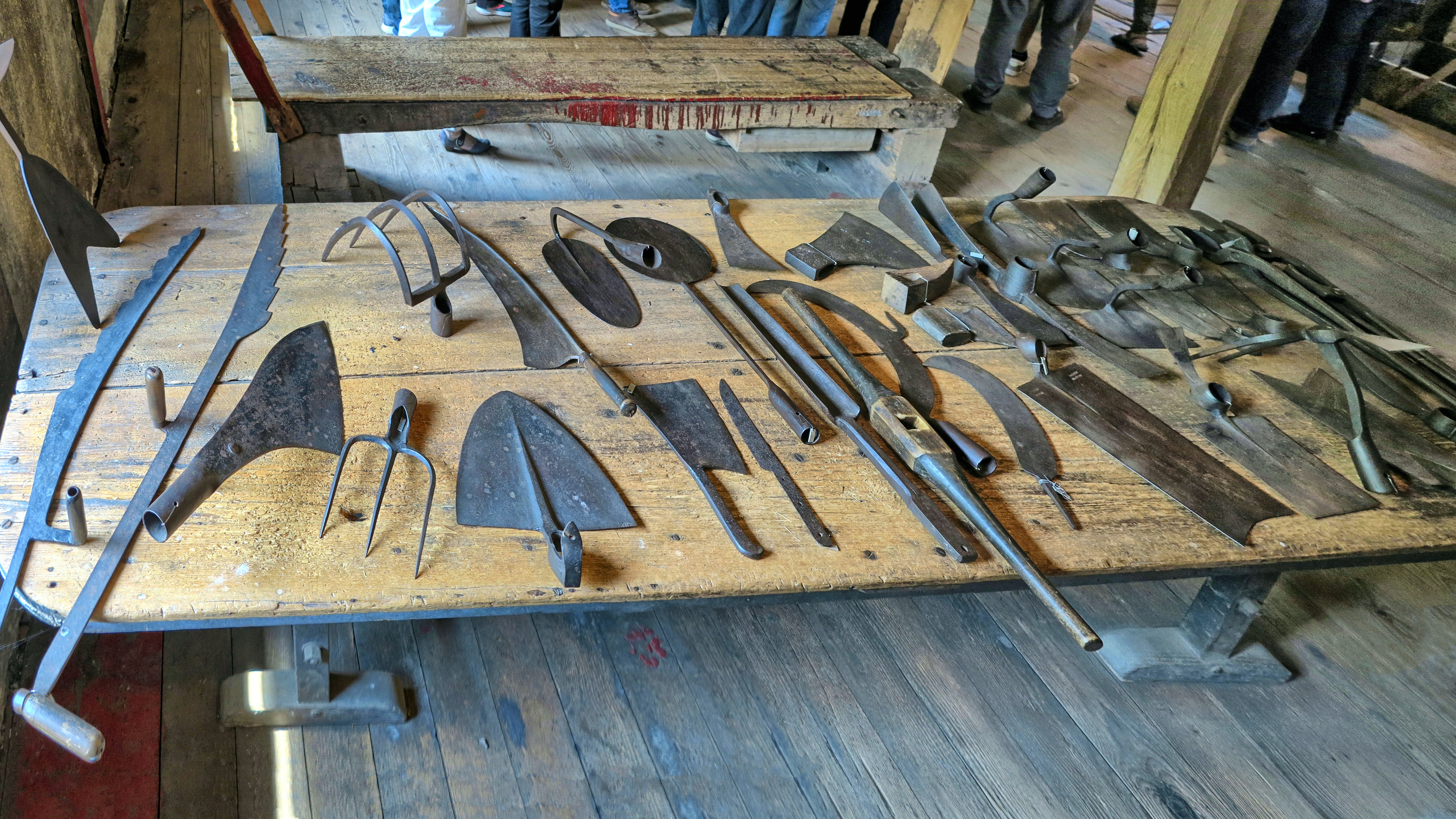
Différents types d'outils produits à la taillanderie.

Après la Première Guerre mondiale, et à cause de la mécanisation des outils de l'agriculture (faucheuses mécaniques), la production décline et l'usine ferme en 1969, alors qu'elle ne comptait plus que trois ouvriers pour une production annuelle de 3 000 faux,.
L'ancienne taillanderie et ses installations mécaniques sont classées aux monuments historiques par arrêté du 16 novembre 1984.

## La vie à la taillanderie
La taillanderie est considérée comme une ferme-atelier. Comme elle est située à l'écart du village, les ouvriers et apprentis dormaient sur place, adoptant un style de vie communautaire.

## Fonctionnement
La taillanderie est adossée au ruisseau dit de « l'Arcange » qui, par son débit régulier, l'alimente en énergie par le biais de roues hydrauliques, :
- Une roue à augets extérieure, alimentée par un aqueduc suspendu, entraine deux soufflets situés à l’extérieur de l’atelier grâce à un système de bielles et d'engrenages. Cet ensemble de soufflerie unique en Europe et datant de 1886 pèse plus de 10 tonnes dont les deux soufflets, entièrement en chêne (2 tonnes chacun), sont suspendus à la charpente. Ces deux soufflets fonctionnent en alternance (l’un aspire pendant que l’autre expire), et l’air produit est envoyé, via une tuyauterie, vers les foyers de forges à l’intérieur de l’atelier[6],[7].
- Deux roues à augets intérieures de 5 m de diamètre, alimentées par la retenue d'eau située juste au-dessus de l’atelier de forgeage, actionnent 4 gros martinets dont la tête de 250 kg frappe le métal à la cadence de 150 coups par minute.

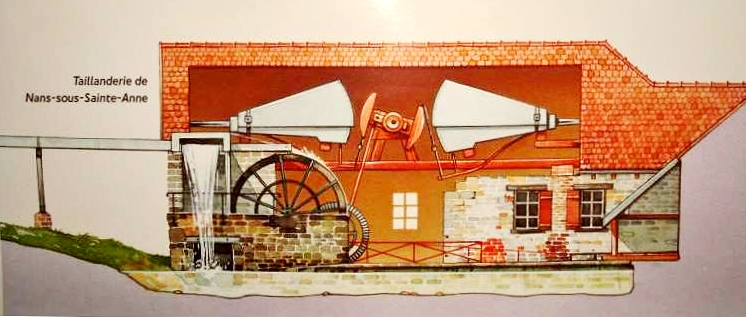
Schéma de fonctionnement des soufflets.
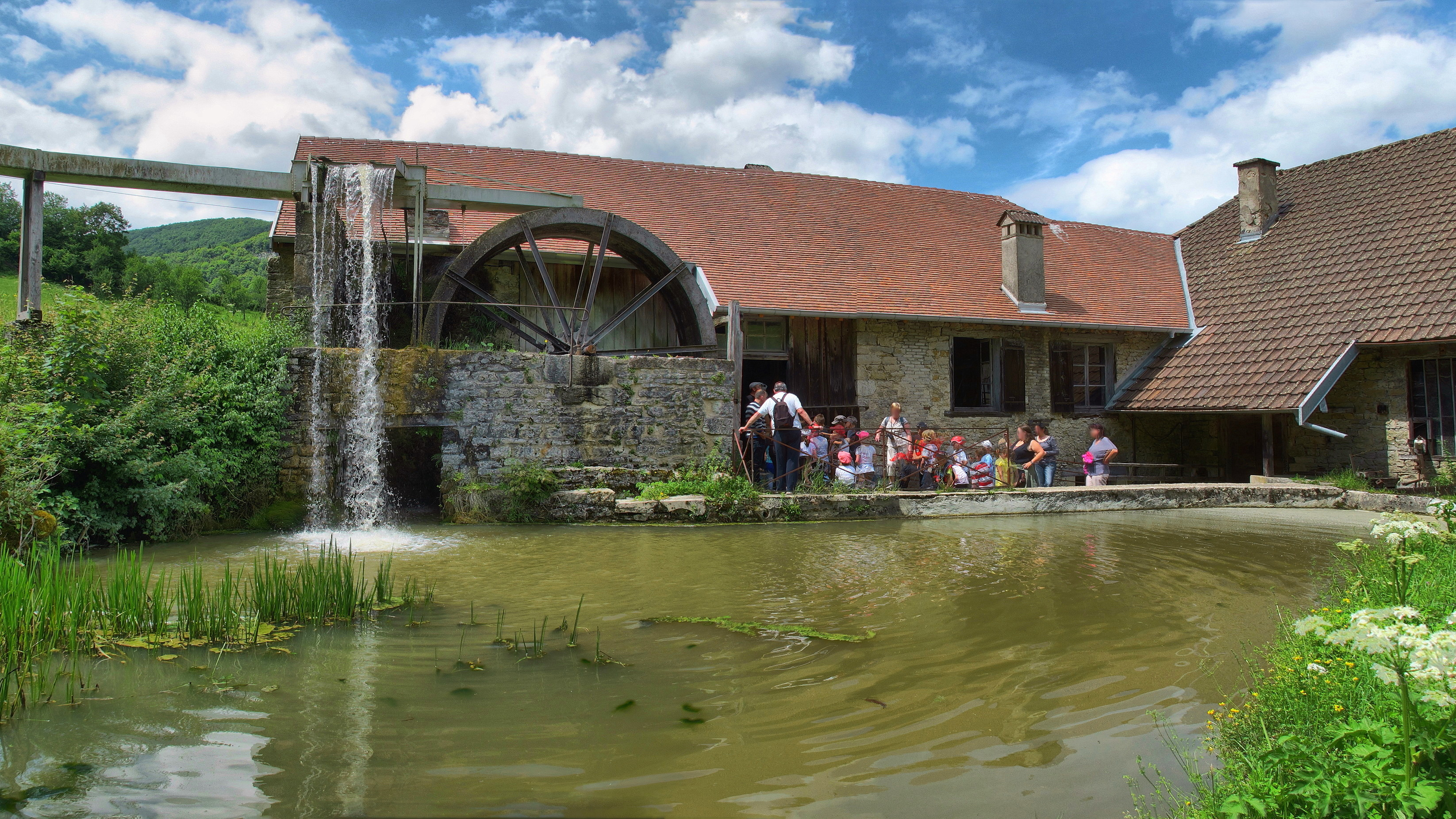
Vue de la roue extérieure et de la retenue d'eau.
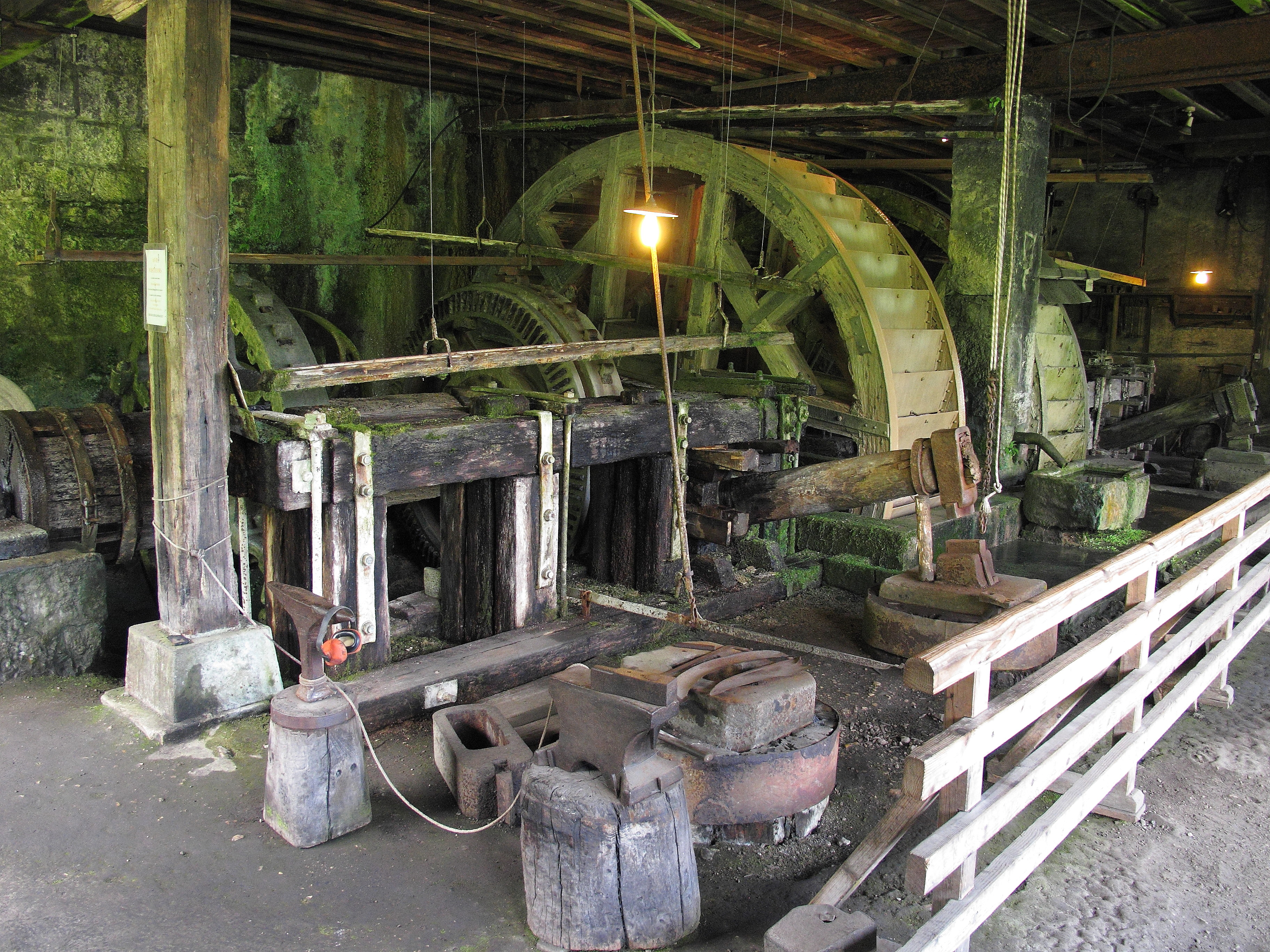
Roues intérieures actionnant les martinets.

## Architecture
L’ensemble des constructions comprend plusieurs bâtiments et un ensemble d’aménagements hydrauliques datant de la deuxième moitié du XIXe siècle. 
Le site est resté dans le même état depuis la cessation de l'activité de la taillanderie en 1969, et a été restauré pour le remettre en état de fonctionnement pour l'accès au public.

## Aujourd'hui
L'établissement a conservé ses principaux éléments mécaniques et matériel permettant une ouverture à la visite, les visiteurs pouvant découvrir le fonctionnement des martinets ; une salle d’exposition retrace les conditions de vie des ouvriers forgerons et de la fabrication des outils taillants. Depuis 1995, le musée accueille en moyenne 25 000 visiteurs par an.
La taillanderie est un élément incontournable du « réseau de sites liés au patrimoine industriel ». Elle est en effet tout à fait représentative des petites et moyennes entreprises dont le dynamisme a assuré, aux XIXe et XXe siècles, la première industrialisation de la région Franche-Comté.
La taillanderie fait partie du réseau Engrenages, réseau de musées et de sites patrimoniaux et industriels, une association mettant en valeur le patrimoine industriel de Franche-Comté et de Suisse.
En juillet 2019, à la suite du décès de son propriétaire, la taillanderie est mise en vente.